# Rakousko na Letních olympijských hrách 1984
Rakousko na Letních olympijských hrách 1984 v americkém Los Angeles reprezentovalo 102 sportovců, z toho 71 mužů a 31 žen. Nejmladší účastníkem byla Monika Bayer (17 let, 48 dní), nejstarším pak Gerhard Petritsch (43 let, 334 dny). Celkem Rakousko získalo 1 zlatou, 1 stříbrnou a 1 bronzovou medaili.

## Medailisté
| Medaile | Jméno              | Sport             | Disciplína     |
| ------- | ------------------ | ----------------- | -------------- |
| Zlato   | Peter Seisenbacher | Judo              | muži do 86 kg  |
| Stříbro | Andreas Kronthaler | Sportovní střelba | muži Air Rifle |
| Bronz   | Josef Reiter       | Judo              | muži do 65 kg  |